# Őrhalom megállóhely
Őrhalom megállóhely a MÁV vasúti megállóhelye a Nógrád vármegyei Őrhalom községben. A megállóhelyet a MÁV 78-as számú Aszód–Balassagyarmat–Ipolytarnóc-vasútvonala érinti. A belterület északi széle közelében helyezkedik el, a központtól pár száz méternyi távolságra, közúti megközelítését a 22-es főútból kiágazó önkormányzati út (Varbói út) biztosítja.
Nem azonos a korábbi Őrhalom vasútállomással, amelynek helye mintegy 7-800 méterrel nyugatabbra volt, a lakott terület nyugati szélétől nem messze; utóbbinak egyes épületei még ma is állnak.

## Vasútvonalak
A megállóhelyet az alábbi vasútvonalak érintik:
- Aszód–Balassagyarmat–Ipolytarnóc-vasútvonal

## Kapcsolódó állomások
A megállóhelyhez az alábbi állomások vannak a legközelebb:
- Balassagyarmat vasútállomás (Aszód–Balassagyarmat–Ipolytarnóc-vasútvonal)
- Hugyag megállóhely (Aszód–Balassagyarmat–Ipolytarnóc-vasútvonal)

## Forgalom
| Járat | Útvonal | Gyakoriság |
| ----- | --- | ---------- |
| S790  | Ipolytarnóc – Litke – Ráróspuszta – Nógrádszakál – Ludányhalászi – Szécsény – Hugyag – Őrhalom – Balassagyarmat | Napi 4 pár |